# Steropleurus
Steropleurus is een geslacht van rechtvleugeligen uit de familie sabelsprinkhanen (Tettigoniidae). De wetenschappelijke naam van dit geslacht is voor het eerst voorgesteld door Ignacio Bolívar in een publicatie uit 1878. De soorten in dit geslacht komen op het Iberisch schiereiland voor.

## Soorten
Het geslacht Steropleurus omvat de volgende soorten:
- Steropleurus andalusius (Rambur, 1838)
- Steropleurus brunnerii (Bolívar, 1877)
- Steropleurus castellanus (Bolívar, 1878)
- Steropleurus flavovittatus (Bolívar, 1878)
- Steropleurus obsoletus (Bolívar, 1898)
- Steropleurus pseudolus (Bolívar, 1878)
- Steropleurus recticarinatus (Llorente del Moral, 1980)